# Xã Milnor, Quận Sargent, Bắc Dakota
Xã Milnor (tiếng Anh: Milnor Township) là một xã thuộc quận Sargent, tiểu bang Bắc Dakota, Hoa Kỳ. Năm 2010, dân số của xã này là 97 người.